# Polimastia
Polimastia, também conhecida como mamas acessórias, mamas supranumerárias, ou mammae erraticae, é a condição de ter uma mama adicional. Mamas extras podem aparecer com ou sem mamilos ou aréolas. É uma condição e uma forma de atavismo que é mais prevalente em seres humanos do sexo masculino, e muitas vezes não é tratada porque é na maioria das vezes inofensiva. Nos últimos anos, muitas mulheres afetadas têm feito operações de cirurgia plástica para remover as mamas adicionais, por motivos puramente estéticos.
Uma condição relacionada, na qual mamilos extras formam-se, é chamada de "mamilo supranumerário" ou "politelia".